# Chymomyza scutellata
Chymomyza scutellata är en tvåvingeart som beskrevs av Toyohi Okada 1981. Chymomyza scutellata ingår i släktet Chymomyza och familjen daggflugor. Inga underarter finns listade i Catalogue of Life.